# Bactriane
Pour les articles homonymes, voir Bactriane (homonymie).
Sauf précision contraire, les dates de cet article sont sous-entendues « avant l'ère commune », c'est-à-dire « avant Jésus-Christ ».

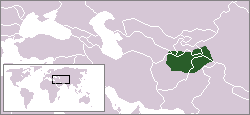
La Bactriane vers -320

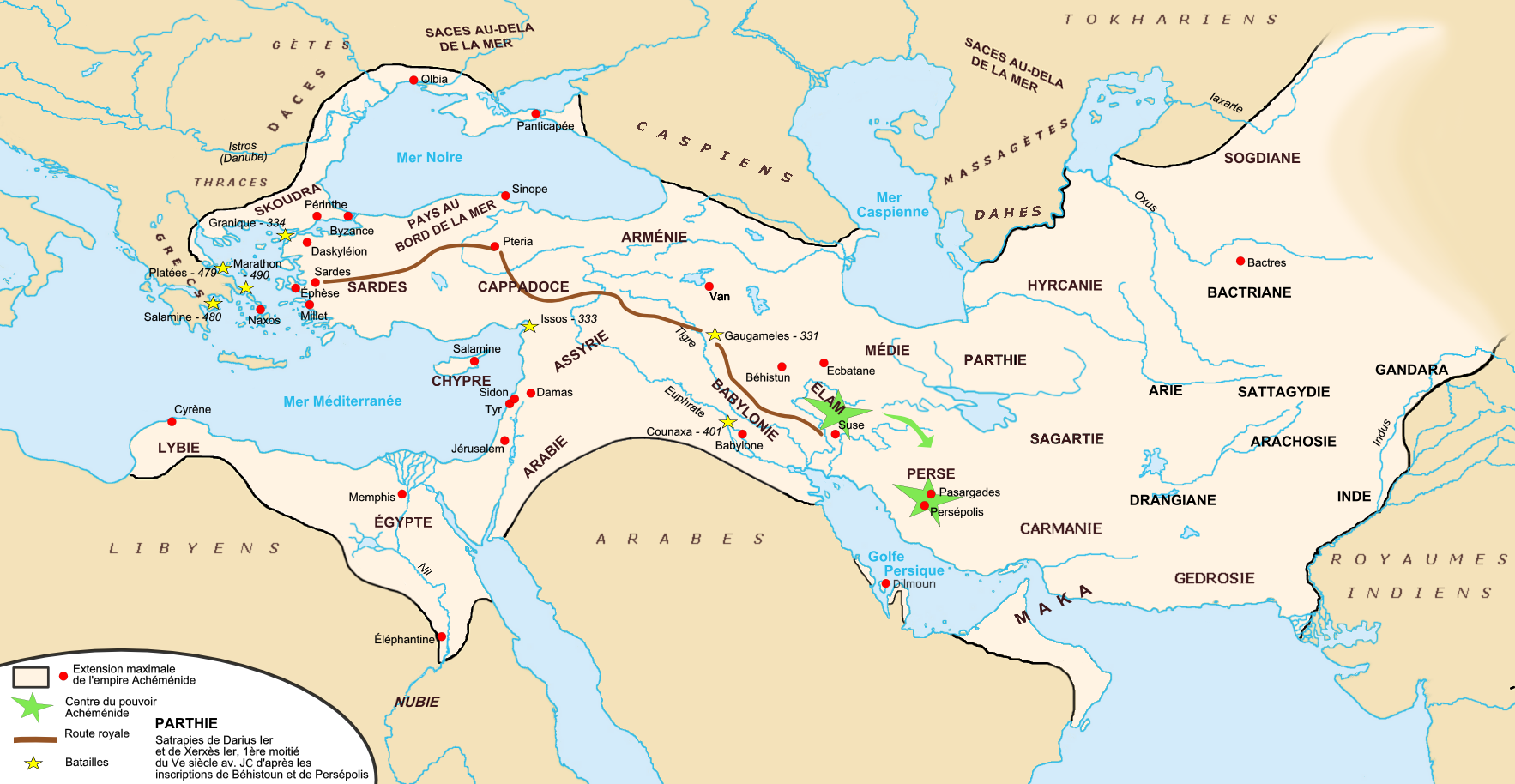
Situation de la Bactriane à l'époque de l'Empire achéménide.

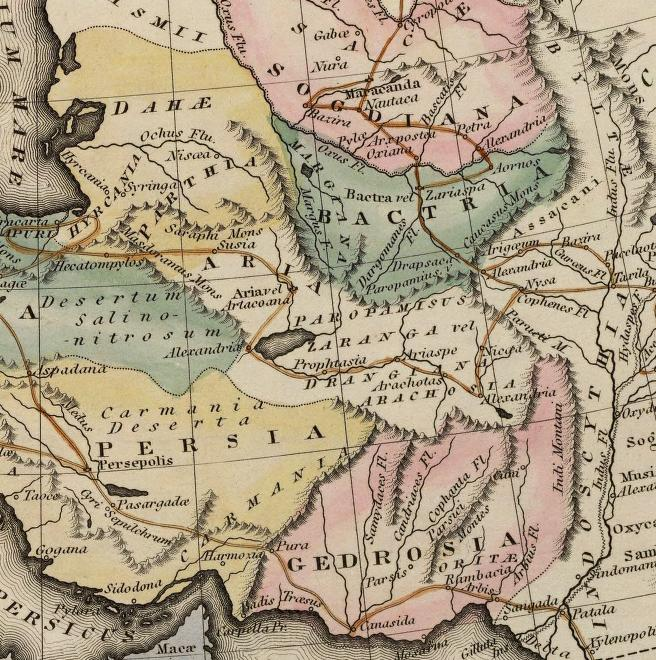
Carte (1823) de Bactriane et régions voisines.

Satrapies.

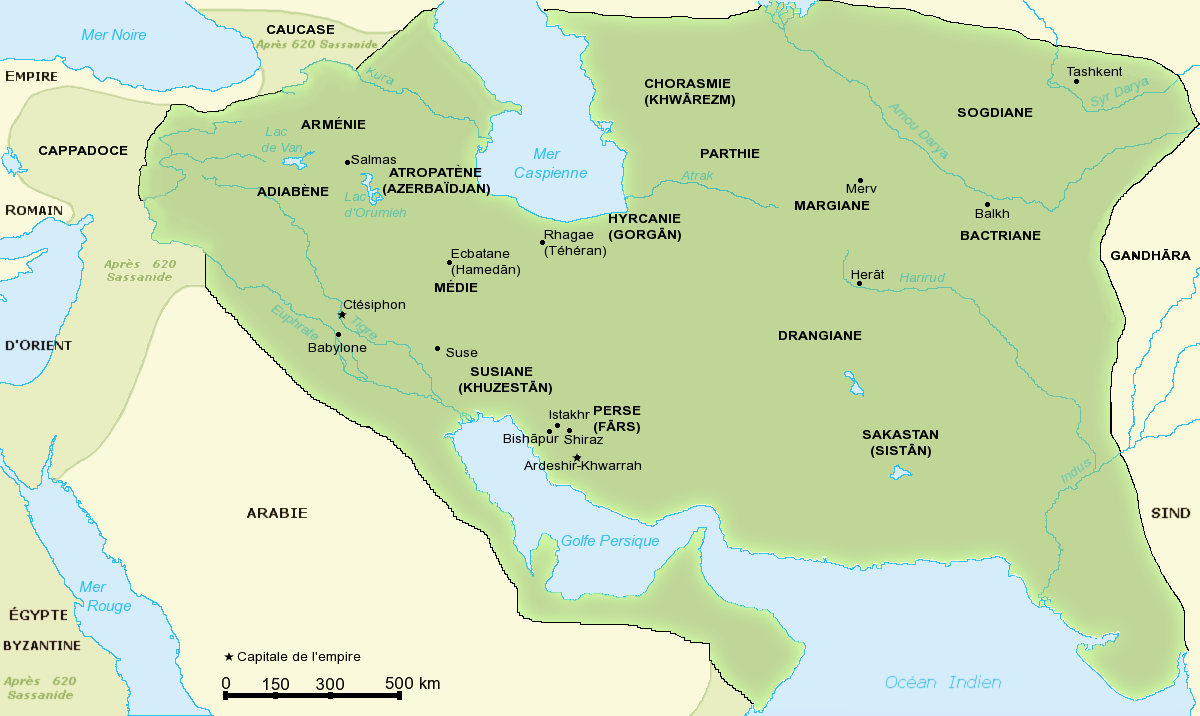
Empire des Sassanides (224-651) à son apogée.

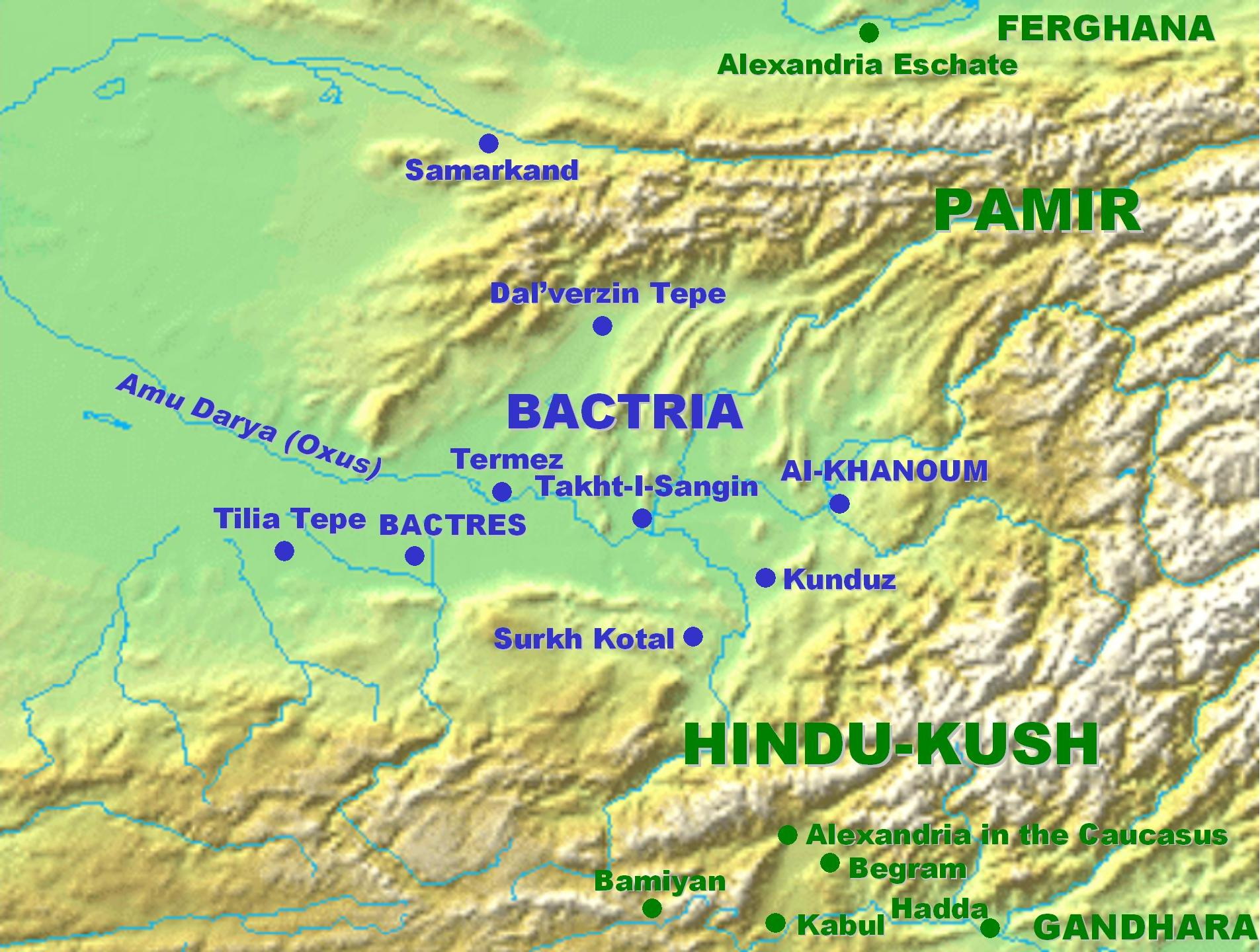
Anciennes cités de Bactriane.

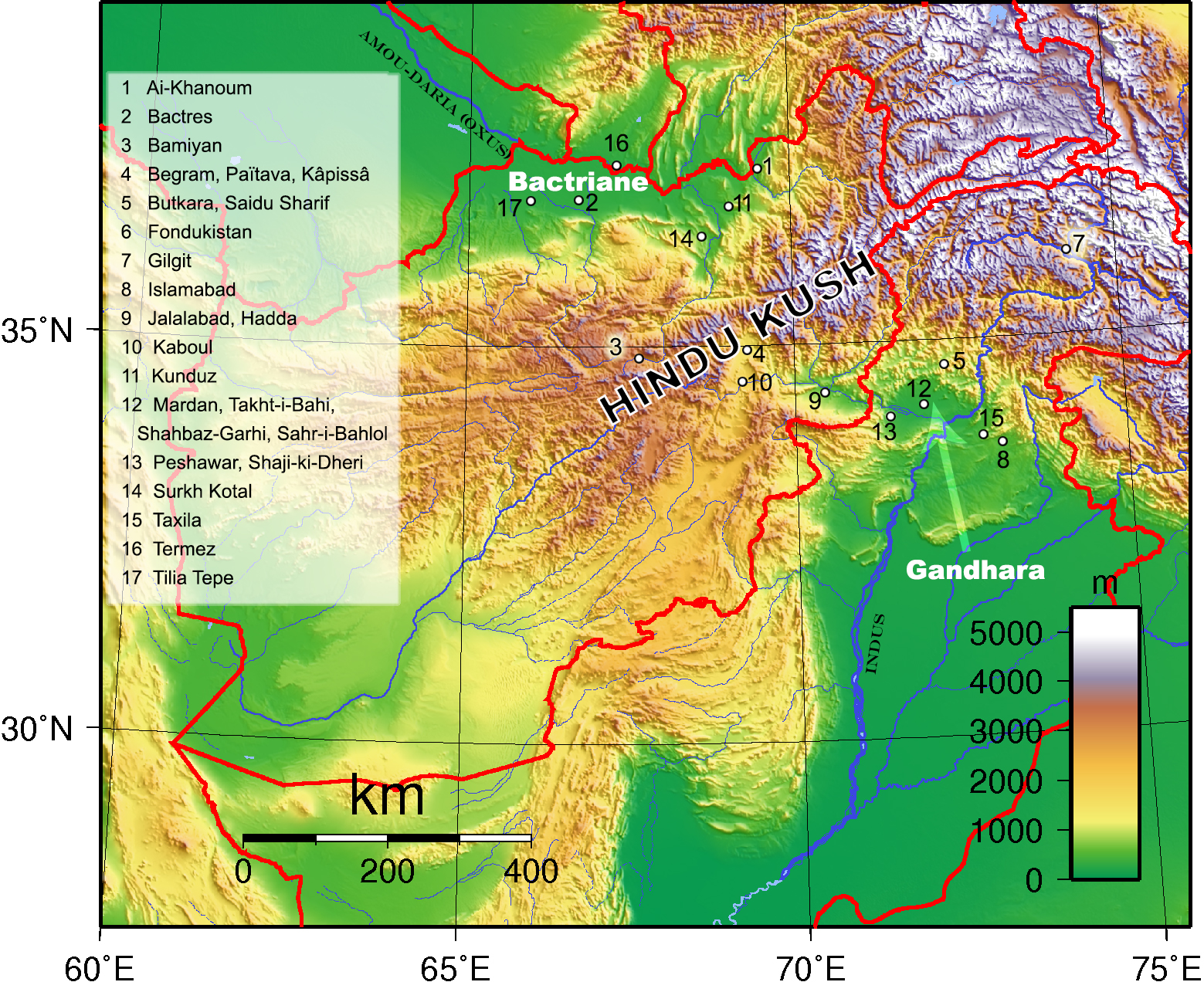
Carte topographique des principaux sites du Gandhara et de Bactriane.

La Bactriane (du grec ancien : Βακτριανὴ translittéré Baktrianê) ou Bactrie  est une région historique d'Asie centrale située entre les montagnes de l'Hindou Kouch et le fleuve Amou-Daria, aujourd'hui partagée entre l'Afghanistan, le Tadjikistan, l'Ouzbékistan et le nord-ouest du Pakistan. À l'époque du royaume gréco-bactrien (IIIe – IIe siècle av. J.-C.) et des royaumes indo-grecs (IIe – Ier siècle av. J.-C.), sa capitale était Bactres, l'actuelle Balkh, au Nord de l'Afghanistan.

## Géographie
À certaines périodes, le royaume bactrien antique dépassait la Bactriane proprement dite et voisinait au sud avec les Paropamisades et l'Inde ; au nord, avec la Sogdiane ; à l'est, avec la Scythie extra Imaum et à l'ouest avec l'Hyrcanie ; il comprenait, entre autres contrées, la Margiane, la Gouriane (de), la Boubacène et les parties de la steppe eurasienne où nomadisaient les Tokhariens et les Maroucéens.
Tirant une partie de sa prospérité de la route de la soie qui le traversait, la Bactriane était appelée Daxia par les Chinois (chinois simplifié : 大夏 ; pinyin : dà Xià, « plein été », car les caravanes de la soie s'interrompaient en hiver) et Bahlikâ par les Indiens.

## Histoire

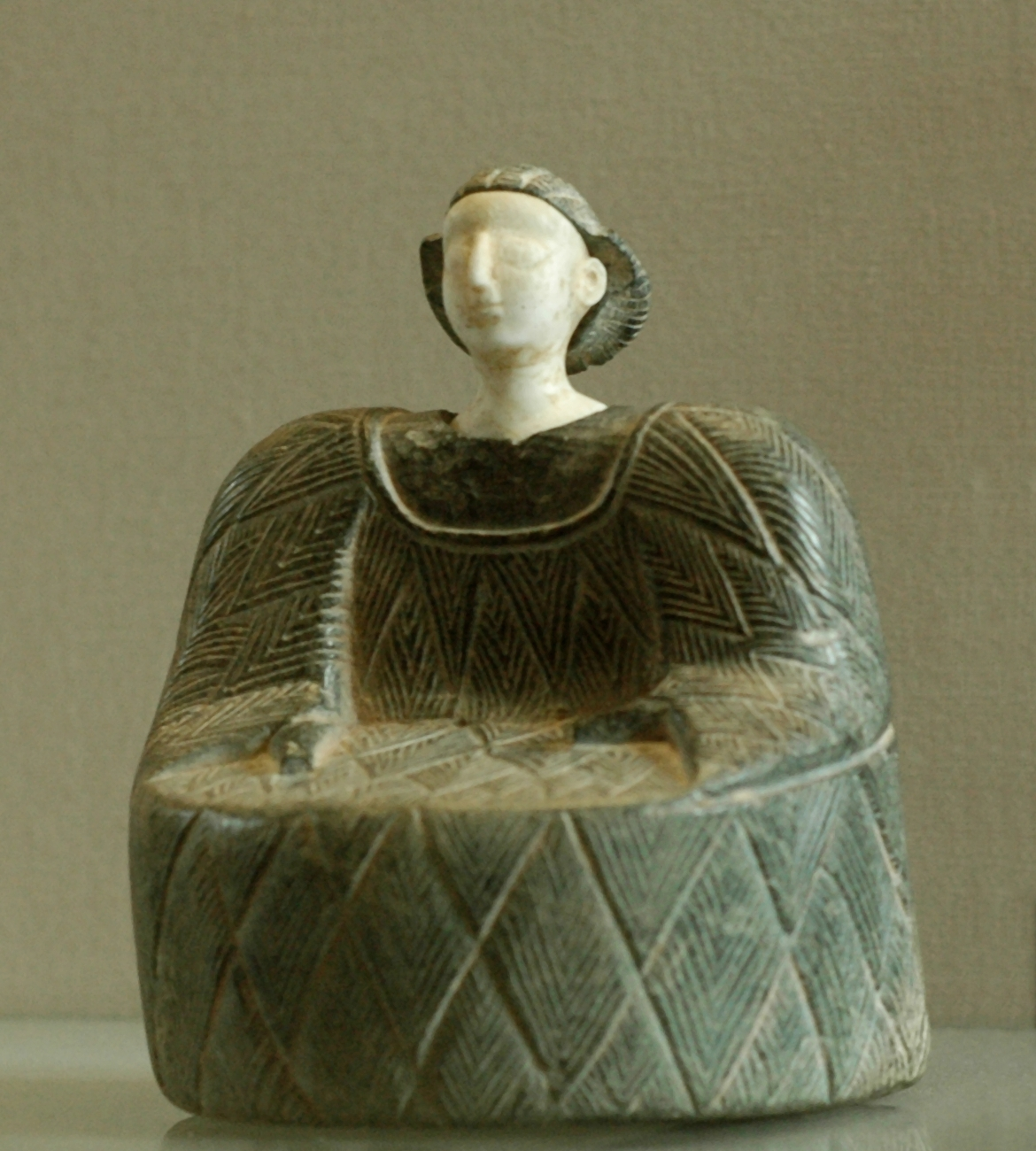
« Princesse de Bactriane » : statuette votive de divinité féminine, début du, musée du Louvre.

En raison des civilisations qui s'y sont succédé, la Bactriane a fasciné les protochronistes qui en font, à une époque très reculée, le centre d'un empire puissant et à la civilisation brillante, considéré tantôt comme le berceau de l'empire des Perses et du Zoroastrisme,, tantôt comme celui des Aryens, tantôt enfin comme celui des Bulgares.
De -545 à -540, le fondateur de l'Empire perse Cyrus II se lance à la conquête de l'Asie centrale, il intègre la Bactriane dans l'empire achéménide. En 462, une révolte de la Bactriane est écrasée.
Dans la mythologie grecque, elle fut conquise par Ninos. Dans l'histoire attestée, lors de la conquête d'Alexandre le Grand (328), elle était une des grandes satrapies de la monarchie perse. Bessos, satrape de Bactriane, assassina Darius III, afin de se rendre indépendant dans sa satrapie ; mais il n'y parvint pas : Alexandre joignit ce pays à ses conquêtes. Il épousa une princesse bactrienne, Roxane fille d'Oxyartès.
Les satrapes de cette région gouvernaient souvent en même temps la Sogdiane, pays voisin, situé juste au-delà de l'Oxus (actuel Amou-Daria). Ainsi, aux accords de Babylone, Philippe reçut la Bactriane et la Sogdiane et aux termes des accords de Triparadisos, il fut remplacé par Stasanor de Soloi.
Séleucos qui, en 311 avait repris sa satrapie de Babylonie à Antigone le Borgne, se lança dans la conquête de l'Orient et en 308, il atteignit l'Indus. La Bactriane faisait donc partie de ses conquêtes. Les Séleucides, descendants de Séleucos, gardèrent ce pays jusqu'au règne d'Antiochus Théos, en 256. À cette époque, la Bactriane reprit son indépendance et eut successivement six rois grecs : Théodote Ier (250), Théodote II (243) ; Euthydème Ier (221); Ménandre Ier (195), Eucratide Ier (181); Eucratide II (147-141) : c'est ce qu'on nomme l'empire grec de la Bactriane, ou encore royaume gréco-bactrien, qui dura jusqu'au règne d'Hélioclès Ier. Pendant ce laps de temps de plus d'un siècle, les rois gréco-bactriens avaient beaucoup étendu les limites de leur empire aux dépens de l'Inde d'une part, de la Sogdiane et des Scythes de l'autre, mais surtout aux dépens des Séleucides. Il fut envahi en 130 par les nomades Yuezhi venus du nord. À leur chute, les Arsacides de la Parthiène s'emparèrent de toutes leurs conquêtes à l'ouest ; les Scythes, en 90 av. J.-C., prirent possession du reste, et fondèrent un nouveau royaume de Bactres dont les dimensions varièrent souvent.

## Archéologie

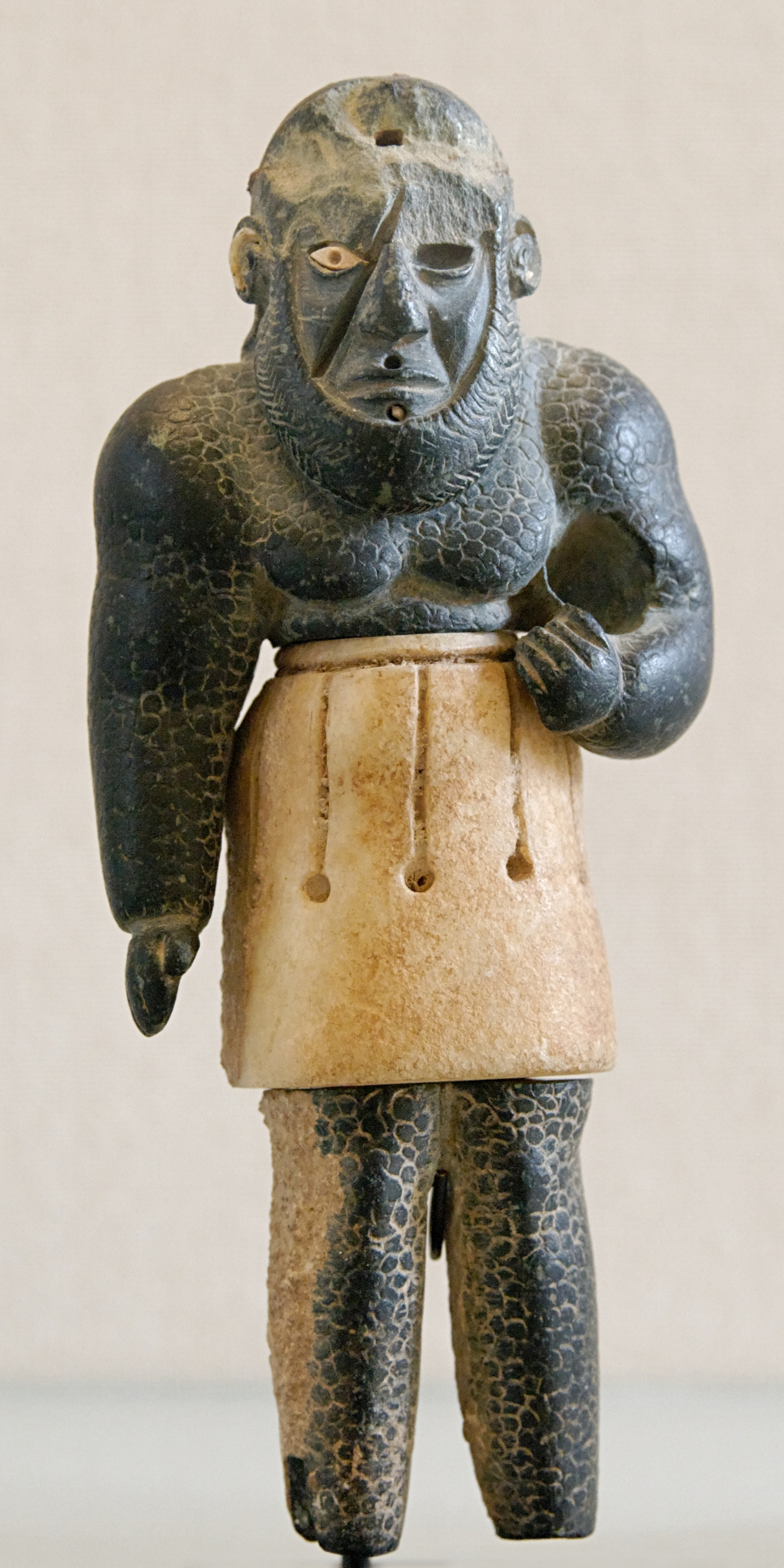
« Balafré », statuette de dragon-serpent anthropomorphe, début du, musée du Louvre.

De nombreuses fouilles ont été effectuées en Bactriane, surtout en Bactriane du Nord (vallée du Sourkhan Daria) par des équipes franco-ouzbèques ou nippo-ouzbèques, en particulier sur le site de l'ancienne Termez. La Bactriane de l'âge du bronze (v.3000-v.1200), contrairement à la Mésopotamie et à l’Indus, n’a, à ce jour, livré aucun document écrit. Toutes les informations que nous possédons reposent sur les données qu'ont fournies les diverses recherches archéologiques. Les premières fouilles ont débuté au début des années 1970 (mission franco-ouzbèque, dirigée par Akhmadali Askarov). Elles ont confirmé que les premières civilisations urbaines du Sourxon Darya apparaissent à l'âge du bronze sur plusieurs sites, dont ceux dans le nord de Payon Kourgan, Sapalli-Tepe et Djarkoutan, qui sont aujourd'hui les mieux connus.
Parmi les sites importants sont comptés la forteresse de Payon Kourgan, le site de Khaytabad, les vestiges de l'ancienne Termez, Aï Khanoum et Begrâm.
Une partie de la puissance locale provient de l'exploitation de minerais (cuivre, or, argent, pierres précieuses (lapis-lazuli, spinelle).

### Forteresse dePayon Kourgan
La forteresse de Payon Kourgan a été construite sur une éminence naturelle à 10 km au sud-est des Portes de Fer de Derbent et à 5 km au sud de Bayssun, au croisement des routes caravanières reliant la Sogdiane à la Bactriane du Nord et au Tchaganian. En 1997, des fouilles ont été faites principalement dans la partie sud du site, sur des constructions proches de l'enceinte. Elles ont fourni d’abondantes découvertes, dont des monnaies kouchanes, qui donnent des éléments de datation, et une quinzaine de terres cuites, parmi lesquelles une représentation d'Héraclès et celle d'un guerrier équipé à la mode grecque. Ont également été découverts des boulets de pierre, des pointes de flèches de type nomade à quatre ailettes, des râpes à grain, etc.

### Khaytabad
Le site de Khaytabad, qui se situe à 7 km au nord de la ville contemporaine de Djarkutan, sur la rive droite de la Sourkhan Daria. Le site couvre plus de 11 hectares et a une forme vaguement circulaire. La citadelle carrée de 90 m de côté se trouve dans l’angle sud-ouest de la ville. Elle est séparée du reste de la ville par un fossé profond. La hauteur de la citadelle est de plus de 17 m. La citadelle et la ville étaient fortifiées par un puissant mur flanqué de tours. Autour de la ville, il y avait un fossé profond rempli d’eau. Des fouilles ont été commencées en 1976. Des travaux sur la citadelle ont été entrepris; ils sont principalement consacrés à l'exploration de la pente orientale où une tranchée avait été ouverte en 1995.

### Vestiges de l'ancienneTermez
Les vestiges de l'ancienne Termez, l’une des capitales de la Bactriane-Tokharistan, se trouvent à 8 km au nord et à l’ouest de la ville actuelle de Termez (province du Sourxon Darya, Ouzbékistan). Ses ruines s'étendent dans un coude de l’Amou-Daria, sur une superficie d'environ 500 ha, ce qui en fait le site archéologique le plus vaste de la région. L’ancienne Termez se compose d'ensembles d'inégale importance. À l'ouest, deux éminences distantes de 500 m dominent le cours de l’Amou-Daria. Au sud, la Citadelle (ou ville haute), forme un rectangle d’est en ouest d’environ 400 × 200 m qui est bordé de puissants remparts. Ceux-ci sont entourés par un large fossé. Au nord, le site dit Çingiz Tepe (« tertre de Gengis Khan ») s’élève à 27 m : c’est en fait une butte naturelle sur laquelle on trouve encore quelques vestiges de constructions. Elle devait avoir un rôle dans la défense du site. La ville basse (Chahristan soit « ville royale »), à l’est de la citadelle et du Tchingiz-Tepe, possède une enceinte encore bien conservée, percée de deux portes. Les faubourgs (Rabat), dont les fortifications ont presque entièrement disparu, occupent une vaste superficie d’où n’émergent que les ruines d’un petit château (Kourgan).

### Aï Khanoum
Aï Khanoum est située au nord de l’Afghanistan, au confluent des rivières Kokcha et de l’Amou-Daria. Elle a été édifiée entre la fin du IVe siècle et le milieu du IIe siècle. Le site a été fouillé, entre 1965 et 1978, par une mission française menée par Paul Bernard. Les fouilles ont permis de mettre au jour un ensemble palatial monumental de 250 × 350 m. On y accédait par des propylées alignés sur la rue principale suivis d’une cour carrée de 100 m de côté, bordée de 18 colonnes à chapiteaux corinthiens. Le plus important des temples qu'on a trouvés était un bâtiment rectangulaire avec podium, à l’architecture typiquement orientale. Il renfermait une statue monumentale de Zeus-Oromazdès, divinité mixte du panthéon irano-grec. Un théâtre, qui comportait 35 rangées de gradins, pouvait accueillir 6 000 spectateurs. Quant au gymnase monumental, accolé au rempart ouest, il comportait deux cours, celle du nord entourée de colonnes doriques. Les constructions ont largement eu recours à des matériaux à base d'argile cuit ou séché. Depuis, le site a été massivement pillé par les voleurs, mais dans la trésorerie royale on a découvert les restes du trésor d’Eucratide Ier. Les objets d’art trouvés dans les ruines témoignent d’une double tradition, grecque et iranienne.

### Begrâm
Begrâm (ou Kapiçi, « ville de Kapiça ») est située à 60 km au nord de Kaboul. La cité fut détruite par Cyrus II (558/528), restaurée par Darius Ier (522/521 /486) et reconstruite et fortifiée par Alexandre le Grand (336-323). Elle devient la capitale sous les rois gréco-bactriens. La ville était construite sur un plan hippodamien. Elle était protégée par une muraille en briques crues renforcée aux angles par des tours. Une douve l'entourait sûrement. L'entrée de la cité se faisait par le sud, d’où partait la rue principale, bordée de magasins et d’ateliers, qui traversait la ville. Dans le complexe palatial, on a découvert deux salles contiguës de 10 × 6 m, murées. Elles ont des objets de grand luxe dont des récipients chinois de style Han, des bronzes hellénistiques, des sièges en bois plaqué d’ivoire d’origine indienne, des verres peints gréco-romains venant d’Égypte, etc. Ces pièces datent vraisemblablement du IIe siècle.

## L'inscription de Rabatak

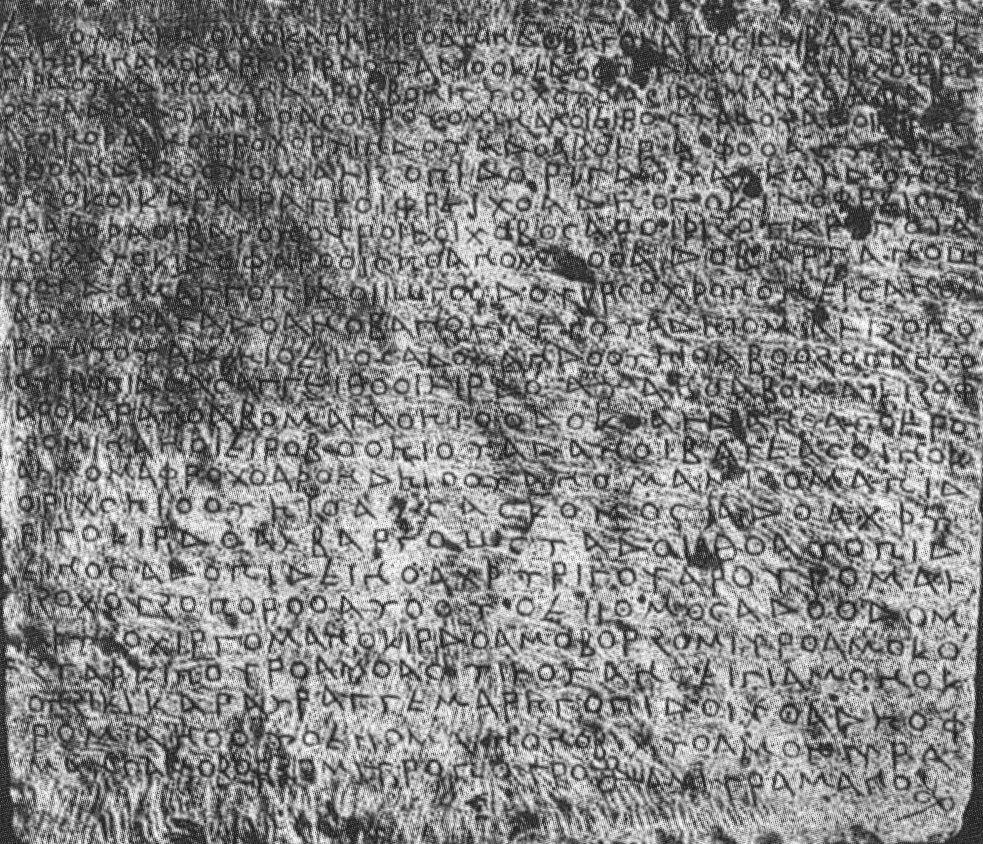
L'inscription de Rabatak.

L'inscription de Rabatak (Afghanistan du Nord, province de Baghlan, dans la Bactriane de l'empire kouchan) est un texte célèbre, rédigé en bactrien, découvert en mars 1993, qui ne date pas de l'an 1 de Kanishka (le plus célèbre monarque kouchan) et n'émane pas de Kanishka non plus, mais d'un dignitaire. Les ruines de Rabatak se trouvent en pays montagneux et ont l'apparence d'une forteresse dominant un col, semblable en cela aux ruines de Surkh Kotal.
La pierre de calcaire (90 × 50 × 25 cm) n'est plus connue que par des photographies, car les Talibans détruisirent la pierre en février 2001. Deux interprétations de Sims-Williams 1996 et 98 ont été construites sur l'étude de ces documents photographiques, et Gérard Fussman en 1997 a construit une autre interprétation sur la base des propositions de Sims-Williams. Le texte est probablement suivi d'une partie manquante, il pourrait être précédé d'une autre partie manquante, et il est très largement effacé dans sa partie gauche. Le déchiffrement est donc très incertain. Le texte évoquerait, sur ordre de Kanishka, la construction d'un temple et l'installation, dans ce temple, des images (des sculptures ?) de dieux (apparemment dans l'ordre hiérarchique) : deux déesses Nana et Omma (Uma, la compagne de Shiva), et d'autres dieux tous iraniens : (Athso ? ou Ahura ?) Mazda, probablement Sroshardo, Narasa, Mithra, enfin deux dieux indiens ont été ajoutés (plus tard ?) à cette liste : peut-être Mahasena / Shiva et Visakha / Skanda. Les images de Kanishka (qui a obtenu la royauté de Nana et de tous les autres dieux) et les images de son père, de son grand-père et de son arrière-grand-père y seront installées. Le texte se termine par une prière où le rédacteur de l'inscription s'adresse à ces dieux afin qu'ils assurent un règne long et prospère à Kanishka.

## Chameaux
La Bactriane a donné son nom à une espèce de chameaux, le chameau de Bactriane (Camelus bactrianus).